# Mariental (Niedersachsen)
 For alternative betydninger, se Mariental. (Se også artikler, som begynder med Mariental)
Mariental er en kommune i den østlige del af Landkreis Helmstedt, i den østlige del af den tyske delstat Niedersachsen. Den har en befolkning på omkring 850 mennesker (2012), og er
en del af amtet (Samtgemeinde) Grasleben.

## Geografi
Mariental ligger ca. 7 Kilometer nord for landkreisens administrationsby Helmstedt i Naturpark Elm-Lappwald, ved delstatstgrænsen til Sachsen-Anhalt.

## Inddeling
I kommunen Mariental ligger landsbyerne:
- Mariental-Dorf
- Mariental-Horst